# Obična dikica
Obična dikica  (zelena boca, bijela boca, lat. Xanthium strumarium) - godišnja je otrovna biljka, iz roda  Xanthium  porodice Asteraceae.
Koristi se kao ljekovita biljka. Širom svijeta raste kao invazivan korov, a smatra se da potječe iz Sjeverne Amerike.

## Podvrste
Sljedeće podvrste su prihvaćene:
- Xanthium strumarium subsp. brasilicum (Vell.) O.Bolòs & Vigo
- Xanthium strumarium subsp. strumarium

## Uporaba
Zelen mladih biljaka jestiva je nakon kuhanja,jer su u svježem stanju otrovni.
Koristi se i u narodnoj medicini.

## Otrovnost
Glavna otrovna tvar u biljci je glikozid karboksiatraktilozid.

## Galerija
- Voće
- Listovi
- Sjemenje
- Xanthium strumarium, Muséum de Toulouse